# Storia della teoria delle stringhe
La storia della teoria delle stringhe ha inizio negli anni '50 e '60 del Novecento come una teoria degli adroni e dell'interazione forte. Dopo i lavori di numerosi ricercatori e dopo due prolifici periodi detti "rivoluzioni", la teoria delle stringhe è evoluta in una branca vasta e sfaccettata con legami con la gravità quantistica, la fisica delle particelle e della materia condensata, la cosmologia e la matematica pura.

## Inizi

Grafico di Chew-Frautschi in cui si vedono le traiettorie di Regge svilupparsi lungo rette (l'energia è rappresentata in termini di massa e J è il momento angolare).

Nel 1959, Tullio Regge scoprì che gli stati di alcuni adroni noti potevano essere organizzati in gruppi, rappresentabili lungo specifiche traiettorie in un grafico del momento angolare in funzione dell'energia (traiettorie di Regge). Nel 1961, Geoffrey Chew e Steven Frautschi notarono, in particolare, che, per i mesoni, le traiettorie di Regge erano rettilinee. Tali traiettorie furono interpretate come il risultato di oggetti che erano corde relativistiche rotanti, tali che, all'aumentare della velocità di rotazione, aumentava l'energia del sistema, a differenza di una particella elementare, che è un punto, e non può variare la sua velocità di rotazione. In seguito alla scoperta dei quark, cioè i costituenti fondamentali degli adroni, la teoria venne abbandonata in favore di quello che oggi è conosciuto come Modello standard.
Nel 1968, Gabriele Veneziano scrisse un articolo per spiegare un certo comportamento degli adroni, consistente nel fatto che, durante gli esperimenti condotti con gli acceleratori di particelle, i fisici avevano osservato come lo spin di un adrone non fosse mai maggiore di un certo multiplo della radice della sua energia, cosa che nessun semplice modello adronico, basato sul fatto che l'adrone fosse costituito da quark legati da un certo tipo di forza, spiegava. Veneziano, allora ricercatore presso il CERN di Ginevra, intuì che una vecchia formula matematica denominata funzione beta di Eulero, ideata 200 anni prima dal matematico svizzero Leonhard Euler, forniva informazioni importanti sull'interazione forte, senza però spiegare la correlazione.
Nel 1970 Nambu, Nielsen e Susskind tentarono una spiegazione, l'uno indipendentemente dall'altro, rappresentando la forza nucleare attraverso stringhe vibranti ad una sola dimensione; era però un'ipotesi che contraddiceva le esperienze. La comunità scientifica perse quindi interesse per la teoria e il Modello standard, con le sue particelle e i suoi campi, rimase dominante.

## Stringhe bosoniche
Poi, nel 1974, Schwarz e Scherk, e indipendentemente Yoneya, studiarono i modelli con caratteristiche da messaggero della vibrazione di stringa e trovarono che le loro proprietà combaciavano esattamente con le particelle mediatrici della forza gravitazionale — i gravitoni. Schwarz e Scherk argomentarono che la teoria delle stringhe non aveva avuto successo perché i fisici ne avevano frainteso gli scopi.
Questo condusse allo sviluppo della teoria di stringa bosonica. Con lo sviluppo della cromodinamica quantistica, il bisogno originario di una teoria degli adroni fu diretto verso una teoria dei quark.
La teoria di stringa bosonica è formulata in termini di azione di Poljakov, una quantità matematica usata per prevedere come le stringhe si muovano nello spazio-tempo. Applicando le idee della meccanica quantistica all'azione di Poljakov — procedura nota come quantizzazione — si nota che ogni stringa può vibrare in molti modi diversi, e che ogni stato di vibrazione rappresenta un tipo diverso di particella. La massa di cui è dotata la particella e i vari modi in cui può interagire sono determinati dai modi in cui la stringa vibra — essenzialmente, dalla "nota" che la stringa produce vibrando. La scala delle note, ad ognuna delle quali corrisponde una particella, è denominata spettro energetico della teoria.
Questi primi modelli includevano sia stringhe aperte, con due punti terminali definiti, che stringhe chiuse, con gli estremi congiunti a formare un anello, o loop. I due tipi di stringa si comportano in maniera leggermente diversa, producendo due spettri. Non tutte le moderne teorie delle stringhe usano entrambi i tipi. Alcune comprendono solo tipologie chiuse: ultimamente infatti i teorici hanno abbandonato l'idea di stringa aperta, impostando i loro studi sulla tipologia di stringa ad anello.
Ad ogni modo anche la teoria bosonica ha problemi. Fondamentalmente ha una peculiare instabilità, portando al decadimento dello spazio-tempo. In più, come il nome suggerisce, lo spettro di particelle contiene solo bosoni, particelle con spin intero come il fotone. I bosoni sono un ingrediente indispensabile nell'universo, ma non gli unici costituenti. Gli studi su come una teoria delle stringhe debba includere i fermioni nel suo spettro conducono alla supersimmetria, una relazione matematica tra bosoni e fermioni che è ora un settore di studio indipendente. Le teorie delle stringhe che includono vibrazioni fermioniche sono conosciute come teorie delle superstringhe; ne sono stati descritti parecchi tipi.

## Rivoluzioni delle superstringhe

### Prima rivoluzione
La prima rivoluzione delle superstringhe è quel periodo di importanti scoperte nella teoria delle stringhe compreso tra il 1984 ed il 1986 in cui ci si rese conto che tale teoria era in grado di descrivere tutte le particelle elementari come fenomeni di interazione. Centinaia di fisici iniziarono a lavorare sulla teoria delle stringhe perché risultava essere la più promettente idea per giungere alla grande teoria unificata (GUT). La rivoluzione iniziò con la cancellazione delle anomalie nella teoria delle stringhe Tipo I per mezzo del meccanismo di Green-Schwarz nel 1984. Nel 1985 furono effettuate numerose altre scoperte, come ad esempio la stringa eterotica. Nello stesso anno si comprese che per ottenere la supersimmetria le sei piccole extra dimensioni dovevano essere compattate in una varietà di Calabi-Yau.

### Seconda rivoluzione
La seconda rivoluzione comincia nel 1994 e ha fine nel 1997. In questo periodo Witten e altri trovarono forti prove a dimostrazione che le differenti teorie delle superstringhe non sono che i diversi limiti di una sconosciuta teoria a undici dimensioni, chiamata teoria M. Le equivalenze che legano queste teorie sono conosciute con il nome di S-dualità, U-dualità, simmetria a specchio e transizioni conifold.
Sono stati scoperti nuovi oggetti chiamati p-brane e D-brane come ingredienti inevitabili della teoria delle stringhe. L'analisi di queste - in particolare l'analisi di un tipo speciale di brane chiamato D-brane - ha portato la formulazione della corrispondenza AdS/CFT, la termodinamica dei buchi neri e molti altri sviluppi teorici.
La corrispondenza AdS/CFT è la supposta equivalenza tra una teoria delle stringhe o supergravità definita in un certo tipo di spazio, prodotto tra uno spazio Anti de Sitter e una varietà chiusa, e una teoria di campo conforme definita sulla frontiera conforme dello spazio stesso, avente dimensione inferiore. È la migliore realizzazione del principio olografico, un'ipotesi circa la gravità quantistica originariamente proposta da Gerardus 't Hooft e sostenuta e sviluppata da Leonard Susskind. La corrispondenza AdS/CFT è stata proposta per la prima volta da Juan Maldacena sul finire del 1997 ed alcune delle sue proprietà sono state ben presto chiarite in un articolo di Edward Witten ed in un altro di Gubser, Klebanov e Poljakov.
Per quanto interessante dal punto di vista prettamente teorico, la corrispondenza AdS/CTF contiene in sè due grosse limitazioni, che tendono a renderla poco più di una teoria non dimostrata. La prima è che questa corrispondenza non spiega la gravità, ovvero il motivo per cui era nata la teoria delle stringhe, mentre il secondo motivo è che noi viviamo, realmente, in uno spazio de Sitter.

### "String Wars"
A seguito della pubblicazione, quasi in contemporanea, nel 2006, di due testi ("L'Universo senza stringhe" e "Neanche sbagliata. Il fallimento della teoria delle stringhe e la corsa all'unificazione delle leggi della fisica"), che criticavano i mancati risultati della teoria delle stringhe, avvenne quella che è stata definita la "guerra delle stringhe": da un lato erano presenti i due autori dei libri (Woit e Smoolin) e, dall'altro, teorici delle stringhe come Susskind. Durante queste dispute, purtroppo, furono utilizzati anche argomenti ad hominem contro i due libri (e i loro autori), preferendo criticare gli autori che cercare di confutare i contenuti delle critiche.
Molti fisici, come Sabine Hossenfelder, ritengono che questa "guerra" abbia, in pratica, posto fine alle velleità della Teoria M, di poter unificare tutte le forze.

## Recenti sviluppi
Nel 2003, Michael R. Douglas scoprì il cosiddetto landscape della teoria delle stringhe, il quale suggerisce che la teoria delle stringhe ha un grande numero di falsi vuoti, e portò a molte discussioni circa le capacità predittive della teoria delle stringhe e su come la cosmologia possa essere incorporata nella teoria.
Nello stesso anno Shamit Kachru, Renata Kallosh, Andrei Linde e Sandip Trivedi proposero un possibile meccanismo di stabilizzazione del vuoto della teoria, noto come meccanismo KKLT.